# John Tait Robertson
John 'Jacky' Tait Robertson (Dumbarton, 1877. február 25. – 1935. január 24.) skót labdarúgó és edző volt.

## Góljai a skót válogatottban
| #  | Dátum             | Ellenfél | Eredmény | Kiírás              | Esemény |
| -- | ----------------- | -------- | -------- | ------------------- | ------- |
| 1. | 1901. március 2.  | Wales    | 1 – 1    | barátságos mérkőzés | 74'     |
| 2. | 1902. március 15. | Wales    | 5 – 1    | barátságos mérkőzés | 38'     |
| 3. | 1905. március 6.  | Wales    | 1 – 3    | barátságos mérkőzés | 86'     |

Robertson egy olyan középhátvéd volt, kinek karrierje során számos csapatnál töltött el rövid időszakokat. Az elején az Evertonnál és a Southamptonnál játszott, majd átigazolt a Rangers-höz, ahol egymás után háromszor nyerte meg a skót bajnokságot. Ezen felül a skót nemzeti válogatott tagjaként 1898 és 1905 között 16 alkalommal szerepelt a csapatban. Ezalatt két gólt lőtt, mindkettőt Wales ellen vívott mérkőzéseken.
1905 áprilisában Robertson lett az újonnan alapított Chelsea Football Club első edzője, azonban folytatta játékosi pályafutását is. Ő rúgta a Chelsea első, bajnokságba lőtt gólját, amivel 1-0 arányban legyőzték a Blackpoolt. Első szezonjában a klub a másodosztály harmadik helyén zárt. Ezt követően 1906. november 27-én meglepetésszerűen távozott a csapattól. William Lewis másodedző támogatásával a szezon végén a Chelsea feljutott az első osztályba. Röviddel ezután Robertson a Glossopnál futballozott, ahol a csapatnak egyszerre volt játékosa és edzője is. Egészen 1909 nyaráig itt maradt, s ekkor lett a Manchester United tartalékcsapatának az edzője.
1935 januárjában Wiltshire-ben halt meg.

## Fordítás
Ez a szócikk részben vagy egészben  a   John Tait Robertson című angol Wikipédia-szócikk fordításán alapul.  Az eredeti cikk szerkesztőit annak laptörténete sorolja fel. Ez a jelzés csupán a megfogalmazás eredetét és a szerzői jogokat jelzi, nem szolgál a cikkben szereplő információk forrásmegjelöléseként.